# پادشاه شاخه‌ها
پادشاه شاخه‌ها (به انگلیسی: The King of Limbs) نام هشتمین آلبوم استودیویی گروه آلترنیتیو راک ریدیوهد است که توسط نایجل گودریج تهیه شده‌است. آلبوم اولین بار در ۱۸ فوریه ۲۰۱۰ به صورت اینترنی منتشر شد. خبر انتشار آلبوم تنها چهار روز قبل از انتشار آن، ۱۴ فوریه ۲۰۱۰ بر روی سایت رسمی ریدیوهد اعلام شد. در خبری که در سایت گروه آمده بود زمان انتشار آلبوم روز ۱۹ فوریه اعلام شده بود اما گروه به‌طور ناگهانی تصمیم گرفتند یک روز زودتر آلبوم را منتشر کنند.
نام آلبوم به احتمال زیاد به درخت بلوطی در ویلت‌شایر اشاره دارد که بیش از هزار سال عمر دارد. این درخت، بلوط هرس شده‌ای است که به تکنیک تاریخی برای تهیه چوب برای حصار و چوب آتش اشاره دارد. در حالی که در هیچ‌کدام از نقشه‌های معتبر وجود ندارد، اما گفته می‌شود این درخت در حدود سه مایل از «تاتنهام کورت هاوس» جایی که ریدیوهد قسمتی از از آلبوم قبلی‌شان، در رنگین‌کمان‌ها را ضبط کردند فاصله دارد. گروه همچنین چند روز قبل از انتشار آلبوم موزیک ویدئویی از آهنگ «Lotus Flower» را در وبلاگ رسمی گروه منتشر کردند.

## فهرست آهنگ‌ها
| نام ترانه             | معنی نام            | زمان |
| --------------------- | ------------------- | ---- |
| ۱. Bloom              | «شکوفه»             | ۵:۱۵ |
| ۲. Morning Mr. Magpie | صبح بخیر آقای مگپای | ۴:۴۱ |
| ۳. Little By Little   | کم‌کم                | ۴:۲۷ |
| ۴. Feral              | کفن                 | ۳:۱۳ |
| ۵. Lotus Flower       | نیلوفر آبی          | ۵:۰۱ |
| ۶. Codex              | دستخط کهنه          | ۴:۴۷ |
| ۷. Give Up the Ghost  | دست از سر روح بردار | ۴:۵۰ |
| ۸. Separator          | جدا کننده           | ۵:۲۰ |

## به بیرون
- وبسایت رسمی پادشاه شاخه‌ها